# Sascha Lewandowski
Sascha Lewandowski (Dortmund, 5 oktober 1971 – Bochum, 8 juni 2016) was een Duits voetbaltrainer.

## Trainerscarrière
Lewandowski was in 2006 tussen 1 juli en 31 december coach van de beloften van VfL Bochum, waarna hij verkaste naar Bayer 04 Leverkusen, waar hij het jeugdteam onder-19 ging trainen. In april 2012 werd hij samen met Sami Hyypiä aangesteld als hoofdtrainer van de club na het vertrek van Robin Dutt. Na afloop van het seizoen 2012/13 werd Hyypiä alleen aangesteld als hoofdcoach en werd Lewandowski zijn plek teruggegeven bij de jeugd. Na het ontslag van de Fin werd Lewandowski op 5 april 2014 opnieuw (interim) hoofdtrainer van Leverkusen tot de aanstelling van Roger Schmidt later die maand.
Lewandowski begon in september 2015 als hoofdtrainer bij 1. FC Union Berlin. Hij stopte in maart 2016 op aanraden van zijn artsen, wegens verschijnselen van een burn-out. Lewandowski werd op 8 juni 2016 door de politie dood aangetroffen in zijn huis in Bochum. Hij werd 44 jaar oud. Autopsie wees uit dat het om zelfmoord ging.